# Pavel Cernovodeanu
Pavel Cernovodeanu (n. 9 martie 1833, București – d. 3 octombrie 1910, București) a fost un general român care a luptat în Războiul de Independență.

## Viața
Intră voluntar în armată în Regimentul de lăncieri la  martie 1848. La 14 februarie 1849 este avansat sergent, la 2 decembrie 1851 sublocotenent de cavalerie, la 4 decembrie 1855 locotenent, iar la 30 august 1860 căpitan, comandant de escadron. Între 1860-1861 este atașat de către guvernul român pe lângă Statul major general al armatei piemonteze. Comandant de divizion în octombrie 1864, la 24 ianuarie 1865 este înaintat maior. Numit în Regimentul 1 roșiori, este avansat locotenent colonel la 23 august 1869. Colonel la 6 martie 1873 și comandant al regimentului, Pavel Cernovodeanu este numit în fruntea Regimentului 2 călărași în 1875.
În timpul Războiului de Independență comandă brigada de cavalerie a Diviziei 1 Infanterie, formată succesiv din regimentele 1,2 și 8 călărași, cu care participă la luptele de la Rahova, Smârdan și Vidin. Călărașii din subordinea sa contribuie la cucerirea Vidinului, Rahovei și Smârdanului.
Pentru modul în care și-a condus trupele, pentru curajul dovedit în timpul luptelor, generalul Pavel Cernovodeanu este decorat cu Ordinul național „Steaua României” în grad de ofițer, Ordinul „Virtutea Militară” de aur, Crucea „Trecerea Dunării” și Medalia Apărătorilor Independenței.